# كريستين لوف
كريستين لوف هي مغنية فلبينية، ولدت في 1984.

## وصلات خارجية
- الموقع الرسمي